# Surinamische Badmintonmeisterschaft 2013
Die Surinamische Badmintonmeisterschaft 2013 fand vom 8. bis zum 10. November 2013 in Paramaribo statt. 

## Sieger und Platzierte
| Disziplin    | Gold                             | Silber                            | Bronze                               |
| ------------ | -------------------------------- | --------------------------------- | ------------------------------------ |
| Herreneinzel | Virgil Soeroredjo                | Irfan Djabar                      | Alroy Toney                          |
| Herreneinzel | Virgil Soeroredjo                | Irfan Djabar                      | Sören Opti                           |
| Dameneinzel  | Danielle Melchiot                | Rugshaar Ishaak                   | Quennie Pawirosemito                 |
| Dameneinzel  | Danielle Melchiot                | Rugshaar Ishaak                   | Santusha Ramzan                      |
| Herrendoppel | Sören Opti Virgil Soeroredjo     | Dylan Darmohoetomo Irfan Djabar   | Oscar Brandon Jair Liew              |
| Herrendoppel | Sören Opti Virgil Soeroredjo     | Dylan Darmohoetomo Irfan Djabar   | Earvin Asin Jamal Thyssen            |
| Damendoppel  | Stephanie Jadi Danielle Melchiot | Rugshaar Ishaak Santusha Ramzan   | Sherifa Jameson Quennie Pawirosemito |
| Mixed        | Oscar Brandon Stephanie Jadi     | Virgil Soeroredjo Rugshaar Ishaak | Redon Coulor Priscille Tjitrodipo    |
| Mixed        | Oscar Brandon Stephanie Jadi     | Virgil Soeroredjo Rugshaar Ishaak | Sören Opti Santusha Ramzan           |